# Oxford Style Manual

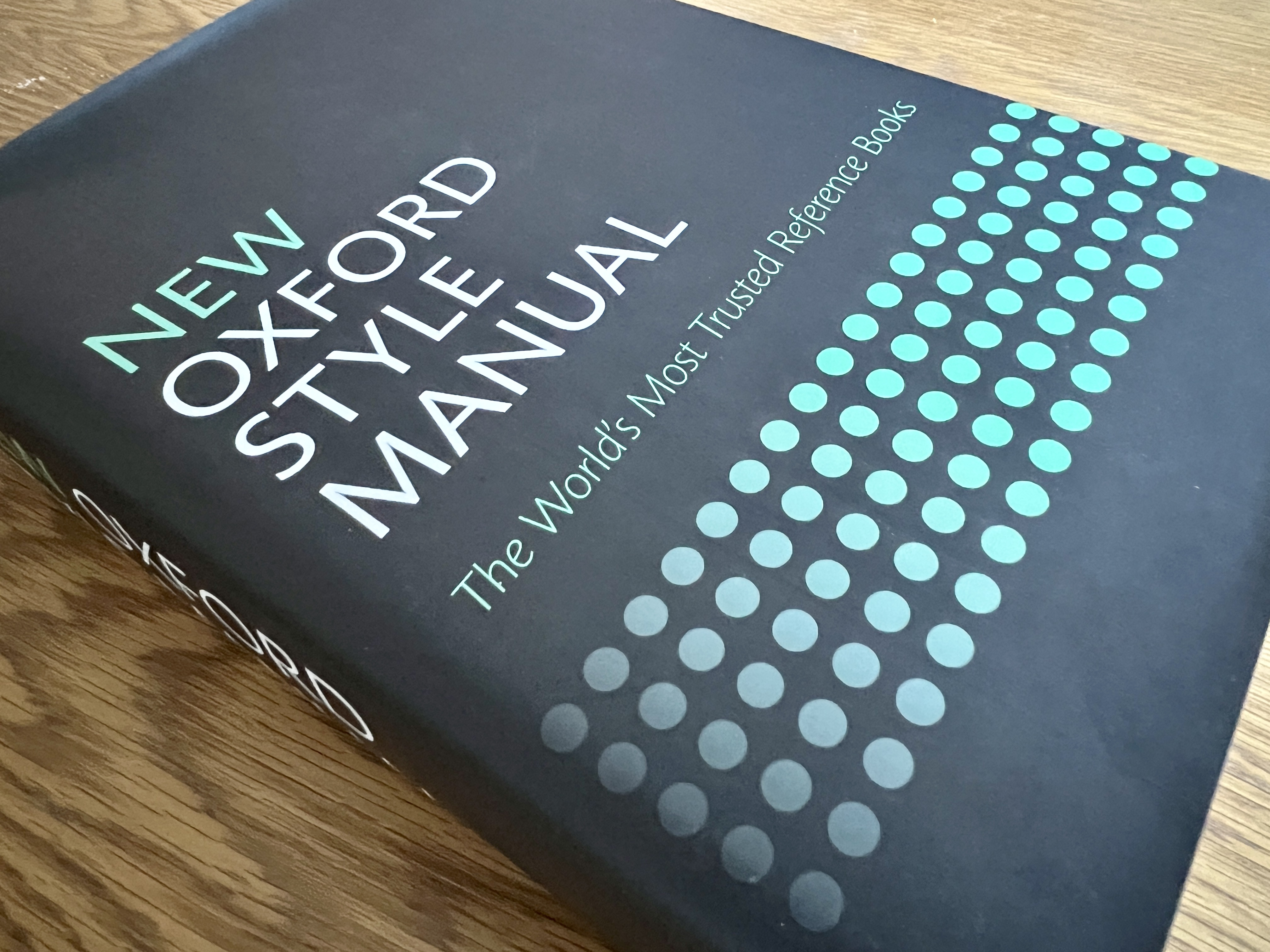
Couverture du New Oxford Style Manuel

L’Oxford Style Manual est un code typographique et guide de style anglais britannique reprenant et complétant les Rules for Compositors and Readers initialement compilées par Horace Hart et accompagné, depuis 2003, de l’Oxford Dictionary for Writers and Editors de Robert M. Ritter. Cet ouvrage de référence publié par l’Oxford University Press (OUP) est à l’origine une compilation de règles et normes regroupées par Horace Hart durant trois décennies au cours desquelles il travaille pour plusieurs imprimeries. il est initialement imprimé en 1893 sur une feuille grand format pour un usage interne à l’OUP où Hart est contrôleur. Ces règles et normes se développent au long des années et sont finalement publiées en 1904 et deviennent rapidement une référence en typographie, grammaire, ponctuation et usage.

## Histoire
Après sa première édition en avril 1893, les Rules for Compositors and Readers de Hart (aussi appelées Hart’s Rules) connaissent une deuxième édition en décembre 1894, suivie de deux éditions additionnelles en 1895. Elles seront continuellement révisées, élargies et réimprimées en 1896, 1897, 1898, deux fois en 1899 et 1901 et 1902, et en 1903. La première édition publique de l’ouvrage est la 15e édition publiée en mars 1904.
En 1981, R. E. Allen publie l’Oxford writers’ Dictionary, ouvrage d’accompagnement des Hart’s Rules.
La 39e édition est publiée en 1983 et sera réimprimée 15 fois jusqu’en 2000, dont plusieurs corrections en 1986, 1987 et 1989.
En 1999, Robert M. Ritter publie l’Oxford Dictionary for Writers and Editors, reprenant l’Oxford Writers’ Dictionary de R. E. Allen.
En 2002, The Oxford Guide to Style est publié et remplace Hart’s Rules.
En 2003, The Oxford Style Manual est publié et reprend le contenu de l’Oxford Guide to Style publié en 2002 et de l’Oxford Dictionary for Writers and Editors.
En 2005, New Hart’s Rules: The Handbook of Style for Writers and Editors révise l’Oxford Guide to Style.
En 2012, le New Oxford Style Manual est publié et remplace l’Oxford Style Manual, reprenant lui aussi les New Hart’s Rules et New Oxford Dictionary for Writers and Editors.

## Éditions
- (en) Robert M. Ritter et R. E. Allen, The Oxford dictionary for writers and editors, Oxford, Oxford University Press, 1999, 480 p. (ISBN 978-0-19-866239-6)
- (en) Robert M. Ritter (rédacteur), The Oxford Guide to Style, Oxford University Press, 2002, 623 p. (ISBN 978-0-19-869175-4)
- (en) Robert M. Ritter (rédacteur), The Oxford Style Manual, Oxford University Press, 2003, 1033 p. (ISBN 978-0-19-860564-5)
- (en) Robert M. Ritter, New Hart’s Rules : The Handbook of Style for Writers and Editors, Oxford University Press, 2005, 434 p. (ISBN 978-0-19-861041-0, lire en ligne)
- (en) Robert M. Ritter (rédacteur), New Oxford Style Manual, Oxford University Press, 2012, 880 p. (ISBN 978-0-19-965722-3, présentation en ligne)